# Martin Sodomka
Martin Sodomka (* 3. února 1968 Svitavy) je český výtvarník, grafik, vydavatel a autor dětské literatury.

## Život
V roce 1993 si založil vlastní grafické studio. Od roku 1994 vytvořil přes 2500 knižních obálek pro vydavatelství Computer Press. Také tvoří loga (například Fabriky, Městské knihovny ve Svitavách či svitavského muzea). Od roku 2012 vydává vlastním nákladem v Edici technických pohádek dětské knihy, kde mezi hlavní hrdiny patří vrabčák Zíla a krysák Arny. Jeho knihy byly přeloženy již do dvaceti jazyků. K psaní technických dětských knih jej inspirovala renovace vozu Škoda Octavia z roku 1963. V roce 2016 v Městském muzeu a galerii ve Svitavách má výstavu Jak postavit knihu.

## Tvorba
- 2012 Jak postavit auto
- 2013 Jak postavit letadlo
- 2014 Jak postavit motorku
- 2014 Arnyho dílna
- 2015 Jak postavit dům
- 2015 Arnyho stavba
- 2017 Jak postavit železnici
- 2019 Mimoprostor a základy moderní fyziky
- 2021 Středosvět a jeho podivuhodné zákony
- 2024 Jak založit farmu

ilustrace ke knihám
- 2020 Dopravní prostředky, které pohnuly světem
- 2022 Dopravní prostředky, které světem nepohnuly